# 박재홍 (가수)
박재홍(朴載弘, 1924년 4월 7일 ~ 1989년 3월 21일)은 대한민국의 가수이다.
1924년 일제강점기 경기도 시흥군에서 태어나 청년시절 은행원으로 잠시 근무하였다.
해방 직후인 1947년 당시 오케레코드가 주최한 신인콩쿨에서 입상하여 데뷔하였고, 1948년 <눈물의 오리정>을 옥두옥(1927~ )과 듀엣으로 취입하였다. 같은해 <불사른 일기장>도 취입하였다. 1949년 서울레코드가 창설되자 전속하여 같은 해 <자명고 사랑>, <제물포 아가씨>, <마음의 사랑>을 취입하였다. 1950년에는 반야월이 '남대문악극단'을 창설하자 단원으로 활약하던 중, 반야월이 작사한 <울고 넘는 박달재>를 고려레코드에서 취입하였다.
그러나 이 노래 취입 한 달 만에 6.25 전쟁이 터졌고, 그는 부산으로 피난을 갔다. 거기에서 쇼무대에서 노래를 불렀고, 해방 직후에는 부산의 미도파레코드와 대구의 서라벌레코드에 전속으로 있으면서 <경상도 아가씨>, <비 내리는 삼랑진>, <번지없는 항구> 등을 취입하였다. 1954년 말에는 부산의 도미도레코드에 전속하여 <물방아 도는 내력>, <향수>, <슬픈 성벽> 등을 취입하였고, 1956년경부터 신신레코드 전속으로 활동하였다. 1959년 이후 아세아레코드에서 활약하였고, 1960년대에도 꾸준히 곡취입을 했다. 또 1960년대 초, 오아시스쇼단을 창설하여 단장을 역임했다.
1970년대부터는 주로 극장무대에서 활동했으며, 1980년대 본격적인 TV쇼시대가 열리면서 원로가수격으로 방송출연도 활발히 하였다. 그러던 중 1989년 3월 21일 오랜 지병으로 인하여 향년 66세로 타계하였다.